# Josephine de Reszke

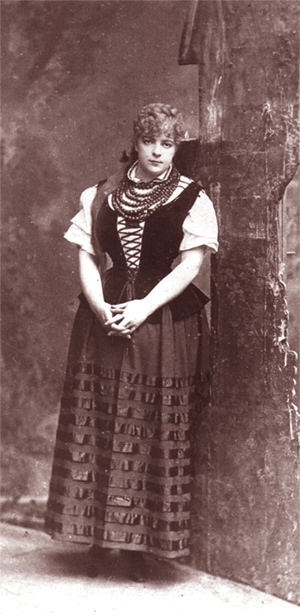
Josephine de Reszke

Josephine de Reszke (Varsòvia, 4 de juny de 1855 - 22 de febrer de 1891) fou una soprano dramàtica polonesa.
Després d'una sèrie ininterrompuda de triomfs en les principals escenes del món, es retirà del teatre al contraure matrimoni amb el comte de Kronenburg, de Varsòvia, ciutat en què morí en donar a llum el seu segon fill.
El compositor Massenet li confià l'estrena de les seves òperes Le Roi de Lahore, el difícil rol de Sita, i l'Hérodiade.
Era germana dels també cantants d'òpera Eduard i Jean.